# Tricyphona insulana
Tricyphona insulana är en tvåvingeart som beskrevs av Alexander 1913. Tricyphona insulana ingår i släktet Tricyphona och familjen hårögonharkrankar. Inga underarter finns listade i Catalogue of Life.